# Гофман, Ганс (художник)
Ганс Гофман (нем. Hans Hoffmann, 1530, Нюрнберг — 1591 или 1592, Прага) — немецкий живописец и график, представитель немецкого Ренессанса. Он специализировался на акварельных и гуашевых этюдах природы, многие из которых были скопированы с работ Дюрера или основаны на них.

## Биография
Вероятно, учился живописи в Нидерландах. В 1576 году упоминался в записях собраний городского совета Нюрнберга как гражданин города, художник Ганс Гофман. Был известен своими копиями работ художника Альбрехта Дюрера.
В 1584 году приехал в Мюнхен по приглашению герцога Баварского Вильгельма V. С 1585 года жил в Праге, был придворным художником императора Священной Римской империи Рудольфа II.